# Kreis Rheinberg
Der Kreis Rheinberg war ein von 1816 bis 1823 bestehender Kreis im zur preußischen Provinz Jülich-Kleve-Berg gehörenden Regierungsbezirk Kleve, ab 22. Juni 1822 Regierungsbezirk Düsseldorf. Die Gebiete des neu gebildeten Kreises gehörten von 1798/1801 bis 1814 zum französischen Département de la Roer und davor zu Gebieten, die zu den preußischen Bereichen des Herzogtums Geldern und des Fürstentums Moers sowie zum kurkölner Amt Rheinberg gehört hatten. Im Jahre 1816 hatte der Kreis 35.933 Einwohner.

## Bürgermeistereien
Zum Kreis gehörten folgende Bürgermeistereien:
1. Rheinberg; dazu gehörten die Stadt Rheinberg und die Bauerschaften Winterswick und Zweite Bauerschaft sowie das Gut Gelinde
2. Moers; dazu gehörten die Dörfer Asberg und Schwafheim, die Bauerschaften Hochstraß, Hülsdonk und Vinn sowie die Ortschaften Cölve, Fünderich und Sandhort und das Gehöft Vosrad (Voßrath)
3. Xanten; dazu gehörten die Stadt Xanten, die Bauerschaften Bislicher Insel, das adelige Gut Erprath und das Landgut Hagenbusch, ehemaliges Kloster
4. Alpen; dazu gehörten die Stadt Alpen sowie die Bauerschaften Alpsray, Bönninghardt, Drüpt, Huck und Millingen
5. Büderich; dazu gehörten die Stadt Büderich, das Dorf Ginderich sowie die Bauerschaften Gest, Perrich, Poll und Werrich
6. Orsoy; dazu gehörte die Stadt Orsoy sowie die Gehöfte Am Deich, An der Plank, Außberg, Drießen, Eiland, Milchplatz und Spei
7. Sonsbeck; dazu gehörten die Stadt Sonsbeck, das Kirchspiel Hamb und die Kolonie Bönninghardt
8. Baerl; dazu gehörten die Dörfer Baerl und Binsheim, die Bauerschaften Lohmühle oder Lohheide,  Hochhalen, Meerbeck Niederhalen und Uettelsheim
9. Budberg; dazu gehörten die Dörfer Budberg und Eversael, die Bauerschaften Pelden, Thurn, Vierbaum und Winckel (Winkel) sowie das adelige Gut Wolfskuhl (Haus Wolfskuhlen)
10. Camp; dazu gehörten Kloster Kamp und die Bauerschaften Altfeld, Bruck (Bruch), Kerkhof (Kirchhof), Sahm und Wickrath
11. Capellen; dazu gehörten das Dorf Capellen, die Bauerschaften Berg, Bettenkamp und Vennikel sowie die Häuser Holderberg, Hülshorst und Lauersforth
12. Emmerich; dazu gehörten die Dörfer Asterlagen, Bergheim, Emmerich (Hochemmerich), Oesterum (Oestrum) und Werthausen sowie die Bauerschaften Atrop, Rheinhausen und Winkelhausen
13. Hoerstgen; dazu gehörten das Dorf Hörstgen oder Heurstgen sowie das adelige Gut Fronenberg (Haus Frohnenbruch)
14. Homberg; dazu gehörten die Dörfer Homberg und Essenberg sowie die Bauerschaft Hochheide
15. Labbeck; dazu gehörten die Ortschaften Balberg, Hammerbruch und Labbeck
16. Marienbaum; dazu gehörten das Dorf Marienbaum, die Gemeinde Vynen, die Bauerschaften Gesthausen und Obermörmter sowie das adelige Gut Balken
17. Neukirchen; dazu gehörte das Dorf Neukirchen und die Bauerschaften Boschheide, Donge (Dong), Neukircherfeld, Lasfonderfeld und Mühlenfeld
18. Ossenberg; dazu gehörten die Dörfer Borth, Ossenberg und Wallach sowie das Gehöft Elverich
19. Repelen; dazu gehörte das Dorf Repelen, die Bauerschaften Bornheim, Eyck (Eick), Genend, Kohlenhuck, Graft, Niephauserfeld, Rheim, Rheinkamp und Utfort, der adelige Rittersitz Haus Tervoort und Haus Strommoers
20. Rheurdt; dazu gehörten das Dorf Rheurdt und die Bauerschaften Kengen, Rayen, Vluynbusch und Wickrath
21. Schaephuysen; dazu gehörten die Dörfer Schaephuysen und Thönisberg (Tönisberg) und die Bauerschaften Lindt (Lind), Neufeld, Saelhuysen und Vinckenberg (Finkenberg)
22. Veen; dazu gehörte der Flecken Winnenthal, die Dörfer Birten, Menzelen und Veen sowie die Bauerschaften Bönning, Gravenveen (Veenen oder Stadtveen) und Riel (Rill), die Kolonien Menzelerheide (Menzelen-West) und Bönninghardt sowie das Gehöft Eppinghoven
23. Vierquartieren; dazu gehörten die Bauerschaften Kamperbruch, Lindforth, Rossenray und Saalhoff, das adelige Gut Eyll und die Häuser Dipram (Dieprahm) und Heideck
24. Vluyn; dazu gehörten das Dorf Vluyn und die Bauerschaften Dickscheheide, Niep und Süsselheide sowie das Haus Bloemersheim
25. Wardt; dazu gehörten die Dörfer Lüttingen und Wardt sowie die Ortschaften Beeck, Hochbruch, Mörmter, Niederbruch, Ursel und Willich[2]

## Auflösung
Am 26. September 1823 wurde der Kreis aufgelöst und sein Gebiet dem Kreis Geldern (auch: Großkreis Geldern) zugeteilt. Am 3. Dezember 1857 wurde dieser Zusammenschluss rückgängig gemacht, der Kreissitz des neuen Landkreises nach Moers verlegt und der Name in Kreis Moers geändert.

## Landrat
- 1816–1823: Heinrich Cornelius Balthasar Freiherr von der Rhoer zu Ossenberg